# Гидроформант
Гидроформа́нт (также гидроними́ческий форма́нт, форма́нт гидро́нима, речно́й су́ффикс) — аффиксальный (часто суффиксный) элемент гидронима. Вместе с гидроосновой образует гидроним.
Попытки этимологического изучения гидронимов предпринимались с античных времён. Однако, лишь к XIX веку такое изучение было поставлено на научную лингвистическую основу. В России первую попытку подобного изучения предпринял Александр Христофорович Востоков, опубликовавший в 1812 году работу под названием «Задача любителям этимологии». В ней он обратил внимание на несколько повторяющихся суффиксных форм в гидронимах России и Европы, в частности: -га, -ва, -ба и -ма в названиях рек и озёр в северной части России; -дн- + гласная в названиях многих российских и европейских рек; -кл- или -гл- + гласная в названиях рек юго-восточной России и в Европе. Востоков предположил, что эти суффиксы обозначали на воду, реку, поток и так далее.
Дальнейшие исследования показали правоту Востокова, расширили и уточнили его наблюдения. Так, в европейской части России и прилегающих восточнославянских государств распространены топонимы финно-угорского происхождения, характеризующиеся гидроформантами на -ма в северо-западной России, на -кса/-кша — в северо-западной и центральной России и на -нга/-ньга, -апе/-опа — в западной России, а также на части Белоруссии и Украины. В верхнем течении Волги и в бассейне Оки имеется значительное количество топонимов мордовского происхождения, характеризующиеся гидроформантами -лей/-ляй и -хра. 
В бассейнах рек Оки и Клязьма имеется большое количество гидронимов с гидроформантами различных происхождений. Гидроформанты на -ля/-ль (Радомля, Тишимля), -ня (Лобня, Сходня), -еж/-иж (Трубеж, и -гощь/-гость (Коща, Мологоща) , а также -су имеют славянское происхождение. Среди гидроформантов балтийского типа преобладают -ея/-ай (Верея), -аса/-еса/-оса/-уса и возможно -ва (Москва, Протва).